# Séries éliminatoires de la Coupe Stanley 1986
Année précédente Année suivante
Les séries éliminatoires de la Coupe Stanley 1986 font suite à la saison 1985-1986 de la Ligue nationale de hockey. Les Canadiens de Montréal remportent le trophée en battant en finale les Flames de Calgary sur le score de 4 matchs à 1.

## Tableau récapitulatif
|  | Demi-finales de division     | Demi-finales de division | Demi-finales de division |   |                        | Finales de division    | Finales de division | Finales de division |  |    | Finales d'association | Finales d'association | Finales d'association |  |    | Finale de la Coupe Stanley | Finale de la Coupe Stanley | Finale de la Coupe Stanley |
|  |                              |                          |                          |   |                        |                        |                     |                     |  |    |                       |                       |                       |  |    |                            |                            |                            |
|  | A1                           | Nordiques de Québec      | 0                        |   |                        |                        |                     |                     |  |    |                       |                       |                       |  |    |                            |                            |                            |
|  | A4                           | Whalers de Hartford      | 3                        |   |                        |                        |                     |                     |  |    |                       |                       |                       |  |    |                            |                            |                            |
|  | A4                           | Whalers de Hartford      | 3                        |   | A4                     | Whalers de Hartford    | 3                   |                     |  |    |                       |                       |                       |  |    |                            |                            |                            |
|  |                              |                          |                          |   | A4                     | Whalers de Hartford    | 3                   |                     |  |    |                       |                       |                       |  |    |                            |                            |                            |
|  |                              | A2                       | Canadiens de Montréal    | 4 |                        |                        |                     |                     |  |    |                       |                       |                       |  |    |                            |                            |                            |
|  | A3                           | A2                       | Canadiens de Montréal    | 4 | Bruins de Boston       | 0                      |                     |                     |  |    |                       |                       |                       |  |    |                            |                            |                            |
|  | A3                           |                          |                          |   | Bruins de Boston       | 0                      |                     |                     |  |    |                       |                       |                       |  |    |                            |                            |                            |
|  | A2                           | Canadiens de Montréal    | 3                        |   |                        |                        |                     |                     |  |    |                       |                       |                       |  |    |                            |                            |                            |
|  | A2                           | Canadiens de Montréal    | 3                        |   |                        |                        |                     |                     |  | A2 | Canadiens de Montréal | 4                     |                       |  |    |                            |                            |                            |
|  | Association Prince de Galles |                          |                          |   |                        |                        |                     |                     |  | A2 | Canadiens de Montréal | 4                     |                       |  |    |                            |                            |                            |
|  |                              | P4                       | Rangers de New York      | 1 |                        |                        |                     |                     |  |    |                       |                       |                       |  |    |                            |                            |                            |
|  | P1                           | P4                       | Rangers de New York      | 1 | Flyers de Philadelphie | 2                      |                     |                     |  |    |                       |                       |                       |  |    |                            |                            |                            |
|  | P1                           |                          |                          |   | Flyers de Philadelphie | 2                      |                     |                     |  |    |                       |                       |                       |  |    |                            |                            |                            |
|  | P4                           | Rangers de New York      | 3                        |   |                        |                        |                     |                     |  |    |                       |                       |                       |  |    |                            |                            |                            |
|  | P4                           | Rangers de New York      | 3                        |   | P4                     | Rangers de New York    | 4                   |                     |  |    |                       |                       |                       |  |    |                            |                            |                            |
|  |                              |                          |                          |   | P4                     | Rangers de New York    | 4                   |                     |  |    |                       |                       |                       |  |    |                            |                            |                            |
|  |                              | P2                       | Capitals de Washington   | 2 |                        |                        |                     |                     |  |    |                       |                       |                       |  |    |                            |                            |                            |
|  | P3                           | P2                       | Capitals de Washington   | 2 | Islanders de New York  | 0                      |                     |                     |  |    |                       |                       |                       |  |    |                            |                            |                            |
|  | P3                           |                          |                          |   | Islanders de New York  | 0                      |                     |                     |  |    |                       |                       |                       |  |    |                            |                            |                            |
|  | P2                           | Capitals de Washington   | 3                        |   |                        |                        |                     |                     |  |    |                       |                       |                       |  |    |                            |                            |                            |
|  | P2                           | Capitals de Washington   | 3                        |   |                        |                        |                     |                     |  |    |                       |                       |                       |  | A2 | Canadiens de Montréal      | 4                          |                            |
|  |                              |                          |                          |   |                        |                        |                     |                     |  |    |                       |                       |                       |  | A2 | Canadiens de Montréal      | 4                          |                            |
|  |                              | S2                       | Flames de Calgary        | 1 |                        |                        |                     |                     |  |    |                       |                       |                       |  |    |                            |                            |                            |
|  | N1                           | S2                       | Flames de Calgary        | 1 | Black Hawks de Chicago | 0                      |                     |                     |  |    |                       |                       |                       |  |    |                            |                            |                            |
|  | N1                           |                          |                          |   | Black Hawks de Chicago | 0                      |                     |                     |  |    |                       |                       |                       |  |    |                            |                            |                            |
|  | N4                           | Maple Leafs de Toronto   | 3                        |   |                        |                        |                     |                     |  |    |                       |                       |                       |  |    |                            |                            |                            |
|  | N4                           | Maple Leafs de Toronto   | 3                        |   | N4                     | Maple Leafs de Toronto | 3                   |                     |  |    |                       |                       |                       |  |    |                            |                            |                            |
|  |                              |                          |                          |   | N4                     | Maple Leafs de Toronto | 3                   |                     |  |    |                       |                       |                       |  |    |                            |                            |                            |
|  |                              | N3                       | Blues de Saint-Louis     | 4 |                        |                        |                     |                     |  |    |                       |                       |                       |  |    |                            |                            |                            |
|  | N3                           | N3                       | Blues de Saint-Louis     | 4 | Blues de Saint-Louis   | 3                      |                     |                     |  |    |                       |                       |                       |  |    |                            |                            |                            |
|  | N3                           |                          |                          |   | Blues de Saint-Louis   | 3                      |                     |                     |  |    |                       |                       |                       |  |    |                            |                            |                            |
|  | N2                           | North Stars du Minnesota | 2                        |   |                        |                        |                     |                     |  |    |                       |                       |                       |  |    |                            |                            |                            |
|  | N2                           | North Stars du Minnesota | 2                        |   |                        |                        |                     |                     |  | N3 | Blues de Saint-Louis  | 3                     |                       |  |    |                            |                            |                            |
|  | Association Campbell         |                          |                          |   |                        |                        |                     |                     |  | N3 | Blues de Saint-Louis  | 3                     |                       |  |    |                            |                            |                            |
|  |                              | S2                       | Flames de Calgary        | 4 |                        |                        |                     |                     |  |    |                       |                       |                       |  |    |                            |                            |                            |
|  | S1                           | S2                       | Flames de Calgary        | 4 | Oilers d'Edmonton      | 3                      |                     |                     |  |    |                       |                       |                       |  |    |                            |                            |                            |
|  | S1                           |                          |                          |   | Oilers d'Edmonton      | 3                      |                     |                     |  |    |                       |                       |                       |  |    |                            |                            |                            |
|  | S4                           | Canucks de Vancouver     | 0                        |   |                        |                        |                     |                     |  |    |                       |                       |                       |  |    |                            |                            |                            |
|  | S4                           | Canucks de Vancouver     | 0                        |   | S1                     | Oilers d'Edmonton      | 3                   |                     |  |    |                       |                       |                       |  |    |                            |                            |                            |
|  |                              |                          |                          |   | S1                     | Oilers d'Edmonton      | 3                   |                     |  |    |                       |                       |                       |  |    |                            |                            |                            |
|  |                              | S2                       | Flames de Calgary        | 4 |                        |                        |                     |                     |  |    |                       |                       |                       |  |    |                            |                            |                            |
|  | S3                           | S2                       | Flames de Calgary        | 4 | Jets de Winnipeg       | 0                      |                     |                     |  |    |                       |                       |                       |  |    |                            |                            |                            |
|  | S3                           |                          |                          |   | Jets de Winnipeg       | 0                      |                     |                     |  |    |                       |                       |                       |  |    |                            |                            |                            |
|  | S2                           | Flames de Calgary        | 3                        |   |                        |                        |                     |                     |  |    |                       |                       |                       |  |    |                            |                            |                            |

## Détails des matchs
Les Canadiens de Montréal décident de faire jouer dans leur but pour les séries éliminatoires un jeune gardien débutant du nom de Patrick Roy. La dernière fois que les Canadiens avaient fait jouer un gardien débutant, Ken Dryden, ils avaient remporté la Coupe Stanley. Encore une fois cela s'avère payant puisque Patrick Roy gagne le trophée Conn-Smythe du meilleur joueur des séries avec 15 victoires et une moyenne  de 1,92 but encaissé par match.

### Demi-finales de division

#### Division Adams

##### Québec contre Hartford
| 9 avril | Nordiques de Québec | 2-3 | Whalers de Hartford |  |

| 10 avril | Nordiques de Québec | 1-4 | Whalers de Hartford |  |

| 12 avril | Whalers de Hartford | 9-4 | Nordiques de Québec |  |

Cette série est la seule gagnée par les Whalers de Hartford dans leur histoire avant le déménagement pour la Caroline du Nord.

##### Montréal contre Boston
| 9 avril | Canadiens de Montréal | 3-1 | Bruins de Boston |  |

| 10 avril | Canadiens de Montréal | 3-2 | Bruins de Boston |  |

| 12 avril | Bruins de Boston | 3-4 | Canadiens de Montréal |  |

#### Division Patrick

##### Philadelphie contre Rangers de New York
| 9 avril | Flyers de Philadelphie | 2-6 | Rangers de New York |  |

| 10 avril | Flyers de Philadelphie | 2-1 | Rangers de New York |  |

| 12 avril | Rangers de New York | 5-2 | Flyers de Philadelphie |  |

| 13 avril | Rangers de New York | 1-7 | Flyers de Philadelphie |  |

| 15 avril | Flyers de Philadelphie | 2-5 | Rangers de New York |  |

##### Washington contre Islanders de New York
| 9 avril | Capitals de Washington | 3-1 | Islanders de New York |  |

| 10 avril | Capitals de Washington | 5-2 | Islanders de New York |  |

| 12 avril | Islanders de New York | 1-3 | Capitals de Washington |  |

#### Division Norris

##### Chicago contre Toronto
| 9 avril | Black Hawks de Chicago | 3-5 | Maple Leafs de Toronto |  |

| 10 avril | Black Hawks de Chicago | 4-6 | Maple Leafs de Toronto |  |

| 12 avril | Maple Leafs de Toronto | 7-2 | Black Hawks de Chicago |  |

##### Minnesota contre Saint-Louis
| 9 avril | North Stars du Minnesota | 1-2 | Blues de Saint-Louis |  |

| 10 avril | North Stars du Minnesota | 6-2 | Blues de Saint-Louis |  |

| 12 avril | Blues de Saint-Louis | 4-3 | North Stars du Minnesota |  |

| 13 avril | Blues de Saint-Louis | 4-7 | North Stars du Minnesota |  |

| 15 avril | North Stars du Minnesota | 3-6 | Blues de Saint-Louis |  |

#### Division Smythe

##### Edmonton contre Vancouver
| 9 avril | Oilers d'Edmonton | 7-3 | Canucks de Vancouver |  |

| 10 avril | Oilers d'Edmonton | 5-1 | Canucks de Vancouver |  |

| 12 avril | Canucks de Vancouver | 1-5 | Oilers d'Edmonton |  |

##### Calgary contre Winnipeg
| 9 avril | Flames de Calgary | 5-1 | Jets de Winnipeg |  |

| 10 avril | Flames de Calgary | 6-4 | Jets de Winnipeg |  |

| 12 avril | Jets de Winnipeg | 3-4 (pr) | Flames de Calgary |  |

### Finales de division

#### Association Prince de Galles

##### Montréal contre Hartford
| 17 avril | Canadiens de Montréal | 1-4 | Whalers de Hartford |  |

| 19 avril | Canadiens de Montréal | 3-1 | Whalers de Hartford |  |

| 21 avril | Whalers de Hartford | 1-4 | Canadiens de Montréal |  |

| 23 avril | Whalers de Hartford | 2-1 (pr) | Canadiens de Montréal |  |

| 25 avril | Canadiens de Montréal | 5-3 | Whalers de Hartford |  |

| 27 avril | Whalers de Hartford | 1-0 | Canadiens de Montréal |  |

| 29 avril | Canadiens de Montréal | 2-1 (pr) | Whalers de Hartford |  |

##### Washington contre Rangers de New York
| 17 avril | Capitals de Washington | 3-4 (pr) | Rangers de New York |  |

| 19 avril | Capitals de Washington | 8-1 | Rangers de New York |  |

| 21 avril | Rangers de New York | 3-6 | Capitals de Washington |  |

| 23 avril | Rangers de New York | 6-5 (pr) | Capitals de Washington |  |

| 25 avril | Capitals de Washington | 2-4 | Rangers de New York |  |

| 27 avril | Rangers de New York | 2-1 | Capitals de Washington |  |

#### Association Clarence Campbell

##### Saint-Louis contre Toronto
| 18 avril | Blues de Saint-Louis | 6-1 | Maple Leafs de Toronto |  |

| 20 avril | Blues de Saint-Louis | 0-3 | Maple Leafs de Toronto |  |

| 22 avril | Maple Leafs de Toronto | 5-2 | Blues de Saint-Louis |  |

| 24 avril | Maple Leafs de Toronto | 4-7 | Blues de Saint-Louis |  |

| 26 avril | Blues de Saint-Louis | 4-3 (pr) | Maple Leafs de Toronto |  |

| 28 avril | Maple Leafs de Toronto | 5-3 | Blues de Saint-Louis |  |

| 30 avril | Blues de Saint-Louis | 2-1 | Maple Leafs de Toronto |  |

##### Edmonton contre Calgary
| 18 avril | Oilers d'Edmonton | 1-4 | Flames de Calgary |  |

| 20 avril | Oilers d'Edmonton | 6-5 (pr) | Flames de Calgary |  |

| 22 avril | Flames de Calgary | 3-2 | Oilers d'Edmonton |  |

| 24 avril | Flames de Calgary | 4-7 | Oilers d'Edmonton |  |

| 26 avril | Oilers d'Edmonton | 1-4 | Flames de Calgary |  |

| 28 avril | Flames de Calgary | 2-5 | Oilers d'Edmonton |  |

| 30 avril | Oilers d'Edmonton | 2-3 | Flames de Calgary |  |

Le dénouement du dernier match de la série survient après un but marqué par Steve Smith des Oilers contre son camp. En essayant de faire une longue passe depuis le côté de son propre but, il voit le palet taper contre la jambe de son gardien, Grant Fuhr, avant de finir sa course au fond du filet. Le but est crédité par la suite à Perry Berezan, dernier joueur des Flames à avoir touché le palet.

### Finales d'association

#### Montréal contre Rangers de New York
| 1er mai | Canadiens de Montréal | 2-1 | Rangers de New York |  |

| 3 mai | Canadiens de Montréal | 6-2 | Rangers de New York |  |

| 5 mai | Rangers de New York | 3-4 (pr) | Canadiens de Montréal |  |

| 7 mai | Rangers de New York | 2-0 | Canadiens de Montréal |  |

| 9 mai | Canadiens de Montréal | 3-1 | Rangers de New York |  |

#### Calgary contre Saint-Louis
| 2 mai | Blues de Saint-Louis | 2-3 | Flames de Calgary |  |

| 4 mai | Blues de Saint-Louis | 8-2 | Flames de Calgary |  |

| 6 mai | Flames de Calgary | 3-5 | Blues de Saint-Louis |  |

| 8 mai | Flames de Calgary | 5-2 | Blues de Saint-Louis |  |

| 10 mai | Blues de Saint-Louis | 4-2 | Flames de Calgary |  |

| 12 mai | Flames de Calgary | 6-5 (pr) | Blues de Saint-Louis |  |

| 14 mai | Blues de Saint-Louis | 1-2 | Flames de Calgary |  |

### Finale de la Coupe Stanley
| 16 mai | Flames de Calgary | 5-2 | Canadiens de Montréal |  |

| 18 mai | Flames de Calgary | 2-3 (pr) | Canadiens de Montréal |  |

| 20 mai | Canadiens de Montréal | 5-3 | Flames de Calgary |  |

| 22 mai | Canadiens de Montréal | 1-0 | Flames de Calgary |  |

| 24 mai | Flames de Calgary | 3-4 | Canadiens de Montréal |  |

Cette finale de la Coupe Stanley est la première pour les Canadiens de Montréal depuis la saison 1978-1979 gagnée contre les Rangers de New York.  C'est aussi la première fois depuis la saison 1966-1967 que deux équipes canadiennes s'affrontent en finale, les Maple Leafs de Toronto avaient alors battu les Canadiens par quatre parties à deux. Brian Skrudland marque le but vainqueur lors de la deuxième partie après neuf secondes de prolongation, établissant ainsi le record pour le but le plus rapide en prolongation lors d'une partie des séries éliminatoires de la LNH.
Les Canadiens de Montréal gagnent la série et leur gardien recrue, Patrick Roy, reçoit le trophée Conn-Smythe.

## Émeute après la victoire des Canadiens
Après la victoire des Canadiens, une émeute éclate en ville de Montréal.